# 스파르티

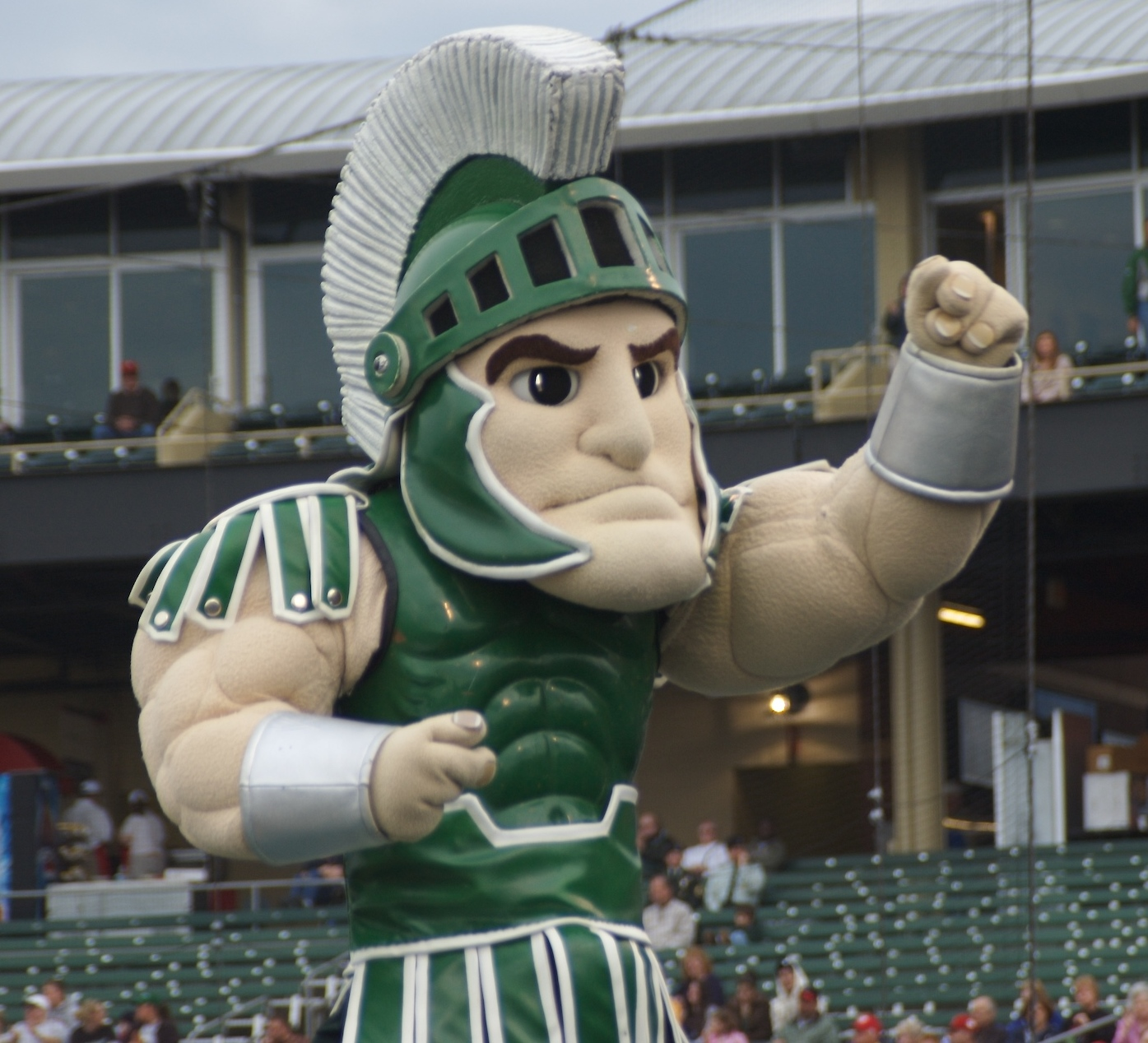
2007년 미시간 주립과 랜싱 러그너츠 간의 야구 경기에서 보인 스파르티

스파르티(Sparty)는 미시간 주립 대학교의 마스코트이다. 스파르티는 일반적으로 그리스 옷을 입은 스파르타의 근육 있는 남성 전사/선수로 묘사되어 있다. 1925년 "Aggies"에서 "Spartans"로 팀 이름을 변경한 이후로, 턱이 튀어나온 다양한 스파르탄 전사의 화신들이 대학교 행사와 대학교 문헌에 등장하였다. 1943년, MSU의 미술 교수 레너드 D. 융워스(Leonard D. Jungwirth)는 이 대학교의 동상을 설계하였고, 제2차 세계 대전 당시의 배급량으로 인해 테라코타로 만들어야 했다. 2005년, 융위스의 원래 동상은 똑같은 형상의 청동으로 대체되었으며, 원래 있던 동상은 보전을 위해 실내로 이관하였다.